# 도시의 얼굴
《도시의 얼굴》은 1987년 2월 25일부터 12월 30일까지 방영된 문화방송 수목드라마로, 두 집안이 숙명적인 인간관계로 얽혀 부모에서 자식까지 2대에 걸친 사랑과 인생을 그린 휴먼 멜로 드라마이다.

## 줄거리
부모 세대인 이도진의 친구의 약혼녀 오윤희gkrh 결혼하고 사업가로도 성공하지만 약혼녀를 빼앗긴 박형섭은 그 일로 어두운 삶을 살게 된다.
세월이 흘러 장성한 이도진의 딸 이정화는 박형섭의 아들 박현철하고 운명적인 사랑을 하고 결혼까지 한다.
하지만 박현철에게는 이미 애인 은혜가 있었고, 배신당한 은혜는 이도진의 아들 이명후와 결혼하게 된다.
| - 원미경(은혜) : 이명후의 아내. 과거 박현철에게 배신당함. - 최명길(이정화) : 이도진의 딸 - 최상훈(박현철) : 박형섭의 큰아들. 이정화와 결혼함. - 강석우(이명후) : 이도진의 아들 - 김무생(이도진) : 동양산업 회장 - 김윤경(오윤희) : 이도진의 아내. 과거 박형섭의 약혼녀였음. - 전운(박형섭) - 이정길(염세철) - 손창민(박현우) - 박찬환(박현규) - 박순애(다혜 ) - 송경철, 박경순, 김수미, 이기영, 김지영, 문시경, 박소현, 전신희, 채유미 | - 극본 : 나연숙 - 연출 : 박철 - 미술감독 : 임수영 - 타이틀 디자인 : 김양배 - 분장 : 김성옥 - 미용 : 이은실 - 장치 : 노종규 - 소품 : 이성수 - 주제가 작곡 : 오준영 - 음악 : 정용국 - 효과 : 김주식 - 음향 : 이영철 - 영사 : 조학동, 이후신, 이종채 - 녹화 : 이찬규 - 영상 : 박영태 - 조명 : 변종민, 염윤정 - 카메라 : 권윤성, 여인학, 박정근, 장수복 - 조명감독 : 조복현 - 기술감독 : 유병천 - 조연출 : 김사현 |